# Proton AG
A Proton AG é uma empresa de tecnologia suíça de que oferece serviços online e software com foco em privacidade. É detida maioritariamente pela Proton Foundation, uma organização sem fins lucrativos.

## Produtos
Em maio de 2022, a Proton atualizou os visuais, a interface do usuário e os logotipos de todos os seus produtos para garantir um design consistente e lançou um novo plano de assinatura conhecido como Proton Unlimited, que inclui todos os serviços da Proton por US$ 9,99 por mês, mantendo os planos individuais de produtos avulsos.

### Proton Mail
O Proton Mail foi lançado como versão beta pública em 16 de maio de 2014. como um serviço de e-mail com criptografia de ponta a ponta após um ano de financiamento coletivo, por um grupo de cientistas que se conheceram no CERN. O Proton Mail 2.0 foi lançado em 14 de agosto de 2015, com clientes front-end de código aberto e uma base de código reescrita.
Em 18 de julho de 2024, a Proton lançou um assistente de escrita com IA privado para o Proton Mail. O Scribe pode ajudar a escrever, revisar, encurtar ou formalizar e-mails. Os usuários podem executar o assistente de IA localmente em seus dispositivos ou através dos servidores da Proton.
A partir de 2024, o Proton Scribe estará disponível apenas para os planos de assinatura Proton Visionary, Family, Duo e Lifetime. Os usuários empresariais do Proton podem adicionar o Proton Scribe como um complemento pago às suas assinaturas empresariais existentes.

### Proton VPN
Após mais de um ano de financiamento coletivo, o Proton Mail lançou o Proton VPN em 22 de maio de 2017, um provedor de serviços seguro de VPN.
Tem uma política de não registro de registros, está localizado na Suíça e possui prevenção contra vazamento de DNS e WebRTC, endereço IP. É acessível online através do Tor, a clearnet e suas aplicações móveis.
Em 21 de janeiro de 2020, a Proton anunciou que o Proton VPN passaria a ser de código aberto, para permitir que especialistas em segurança independentes o analisassem, tornando-se o primeiro serviço de VPN a fazê-lo, anunciando simultaneamente que uma auditoria de segurança independente havia sido realizada.
Em 1º de maio de 2020, a Proton VPN informou que possuía um total de 809 servidores, localizados em 50 países diferentes, todos de sua propriedade e operados por ela mesma.
Em 19 de fevereiro de 2025, a empresa tinha um total de 11.496 servidores, localizados em 117 países, com todos os servidores novos e pré-existentes operados e pertencentes à Proton.

### Proton Calendar
O Proton Calendar é um aplicativo de calendário totalmente criptografado.

### Proton Drive
O Proton Drive é uma solução de armazenamento em nuvem com criptografia de ponta a ponta, lançada em setembro de 2022 após estar em fase de testes beta desde 2020..

### Lumo
Em julho de 2025, a Proton lançou o Lumo, um chatbot de IA baseado no Mixtral 8x7B que utiliza criptografia de acesso zero. Ao utilizar o Lumo, as conversas não são armazenadas nos servidores da Proton nem utilizadas para treinar modelos de IA. O Lumo tem a capacidade de pesquisar respostas na web usando mecanismos de pesquisa ”amigáveis à privacidade”, bem como analisar arquivos enviados. O chatbot também pode acessar arquivos do Proton Drive. A Lumo é operada a partir de centros de dados na Alemanha e na Noruega.

### SimpleLogin

Logotipo do SimpleLogin

O SimpleLogin é um serviço de código aberto de alias de e-mail que permite aos usuários utilizar aliases de e-mail para proteger sua privacidade online e proteger sua caixa de entrada principal contra ataques de spam e phishing.
O SimpleLogin também oferece recursos de segurança adicionais, como criptografia PGP e autenticação de dois fatores em diversas plataformas, incluindo a web, aplicativos móveis e extensões de navegador.
Após ser adquirida pela Proton no início de 2022, a funcionalidade SimpleLogin foi integrada ao Proton Mail, Proton Pass e, de forma sutil, em todo o ecossistema, permitindo que a comunidade Proton oculte seus endereços de e-mail com o SimpleLogin.

### Proton Pass
Lançado para beta público em 20 de abril de 2023, O Proton Pass é uma solução de gerenciamento de senhas baseada em nuvem com criptografia de ponta a ponta. 
A partir de 28 de junho de 2023, estará disponível para todos os usuários do Proton.
Também permite que os usuários criem aliases de e-mail através do SimpleLogin, mas usa seus próprios domínios em vez dos do SimpleLogin.

### Standard Notes/Proton Docs
O Standard Notes é um aplicativo de anotações com criptografia de ponta a ponta, cuja aquisição pela Proton foi anunciada em 10 de abril de 2024. 
A equipe que criou o Standard Notes trabalhou com a Proton e lançou um serviço de armazenamento de documentos chamado Proton Docs.

### Proton Wallet
O Proton Wallet é uma carteira de código aberto de criptomoeda com criptografia de ponta a ponta para garantir que ninguém mais tenha acesso às chaves de criptografia da carteira.

### Proton Authenticator
O Proton Authenticator é um autenticador baseado em software de código aberto. Ao iniciar sessão num site ou aplicação que suporte autenticação multifator, o utilizador será solicitado a introduzir uma senha de uso único de seis dígitos, que muda a cada trinta segundos. O Proton Authenticator exibe o código de seis dígitos atual, o próximo código de seis dígitos e o número restante de segundos até que o código atual expire.
O Proton Authenticator está disponível para iOS, Android, macOS, Windows e Linux. 

## Localização e segurança
Tanto o Proton Mail quanto o Proton VPN estão localizados na Suíça e as leis de privacidade suíças se aplicam.
A Proton AG atende às solicitações das autoridades policiais para ajudar a identificar usuários da Proton se a solicitação for válida de acordo com a legislação suíça, como no caso de um ativista climático procurado pelas autoridades francesas em 2021.
A Proton AG declarou em 2023 ter atendido a 5971 solicitações e contestado 407 ordens de um total de 6378 ordens de informações de usuários.
Embora os dados relacionados aos produtos sejam geralmente criptografados de ponta a ponta ou não sejam armazenados, certas informações da conta podem ser repassadas às autoridades com uma ordem judicial válida, como endereços IP dos clientes (se o registro estiver ativado) ou e-mail de recuperação.

## Estrutura
A Proton está sediada em Plan-les-Ouates, Genebra, Suíça.

### Propriedade
Desde junho de 2024, o acionista controlador da Proton AG é a Proton Foundation, uma organização sem fins lucrativos.
Os membros do conselho de administração da Proton Foundation em junho de 2024 eram Andy Yen, Antonio Gambardella, Carissa Véliz, Tim Berners-Lee e Dingchao Lu.

### Financiamento
A Proton AG foi inicialmente financiada por meio de crowdfunding e agora é por meio de sua assinatura paga.
A empresa foi parcialmente financiada pela FONGIT. (Fundação Genevoise para a Inovação Tecnológica) e a Comissão Europeia.
Em março de 2021, a Proton confirmou que as ações detidas pela Charles Rivers Ventures tinham sido transferidas para a FONGIT.

### Aquisições
Em 8 de abril de 2022, a Proton adquiriu a startup francesa de alias de e-mail SimpleLogin.
A Proton afirmou que o SimpleLogin continuará a funcionar como um serviço independente e que a equipe do SimpleLogin continuará a adicionar novos recursos e funcionalidades.
Em 12 de abril de 2024, a Proton adquiriu o aplicativo de anotações Standard Notes.

## Posições públicas sobre políticas
Em 2022, a Proton foi considerada uma apoiadora do Ato dos Mercados Digitais. Em setembro de 2020, a Proton ajudou a fundar a Coalizão por Justiça nos Aplicativos, que busca melhores condições para a inclusão de seus aplicativos em lojas de apps. Em 2022, a Proton também apoiou o Ato de Inovação e Escolha Online dos EUA (American Innovation and Choice Online Act).
Em dezembro de 2023, o fundador da Proton prometeu publicamente enfrentar judicialmente a Comissão de Segurança Online da Austrália, em vez de atender às exigências para enfraquecer os recursos de privacidade do Proton Mail.
Em janeiro de 2025, a Proton envolveu-se em uma polêmica após comunicações nas redes sociais da empresa e em contas pessoais do CEO da Proton sobre a administração Trump, assim como sobre o caráter e as políticas dos partidos Democrata e Republicano, terem sido mal recebidas.
Em fevereiro de 2025, em resposta à remoção pela Apple do recurso Advanced Data Protection (proteção de dados avançada) do iCloud no Reino Unido devido a exigências governamentais por um Backdoor, a Proton publicou uma declaração afirmando que nunca criaria uma porta dos fundos na criptografia — nem mesmo uma “porta da frente", como a remoção da criptografia de ponta a ponta.
Em março de 2025, a empresa escreveu à Comissão Europeia pedindo um requisito de "comprar europeu" para aquisições do setor público na Europa.
Também em março de 2025, o governo suíço considerou emendar sua lei de vigilância para expandi-la a novos tipos de monitoramento e coleta de dados. A emenda poderia obrigar serviços de VPN, aplicativos de mensagens e redes sociais a coletar dados dos usuários. O CEO da Proton, Andy Yen, declarou que a empresa deixaria a Suíça caso a lei fosse aprovada.
Em junho de 2025, a Proton processou a Apple Inc. em um tribunal federal dos Estados Unidos, acusando-a de "manter um controle ilegal sobre a distribuição de aplicativos para iPhone e cobrar comissões excessivas aos desenvolvedores de aplicativos"."